# Tunelul Transfăgărășan km 61+400
Tunelul Transfăgărășan km 61+400,  cu lungimea de 98 metri este un tunel rutier de munte, prin el trecând drumul național DN7C (Pitești - Arpașu de Jos, Sibiu). Acesta este al patrulea tunel (lângă barajul Vidraru), urcând dinspre Pitești și face parte dintr-un total de cinci tuneluri de pe Transfăgărășan.

## Istoric
Tunelul a fost construit la începutul anilor 1960, fiind terminat în anul 1962. Aflându-se pe un drum strategic de munte, lucrările au fost executate de armată, preponderent aparținând armei geniu. Tunelul, care se află la km 61+400, ce reprezintă distanța de 61 km 400 m de la originea argeșeană a DN7C, unde are joncțiunea cu drumul E81 la la nord-vest de municipiul  Pitești. 

## Detalii constructive
Drumul are în tunel carosabilul de o lățime de 7,1 m, cu două benzi de circulație, câte una pe sens.